# Hirskè
Hirskè (en ucraïnès: Гірське, en rus: Горское), és una ciutat del raion de Sievierodonetsk de l'óblast de Luhansk a Ucraïna, situada actualment a zona ocupada per la República Popular de Luhansk de la Rússia. El 2021 tenia 9.274 habitants.

## Història
A partir de mitjans d'abril de 2014, els separatistes prorussos van capturar diverses ciutats de l'óblast de Donetsk; incloent Hirskè. El 13 d'agost de 2014, les forces ucraïneses van assegurar la ciutat de les forces prorusses. No obstant això, l'1 de setembre de 2014 va ser ocupada de nou per les forces ucraïneses.
El 7 d'octubre de 2014, per facilitar el govern de l'óblast de Lugansk, la Rada Suprema va fer alguns canvis a les divisions administratives, de manera que les localitats de les àrees controlades pel govern es van agrupar en districtes. En particular, les ciutats de Hirskè i Zolotè i els assentaments de tipus urbà de Nyzhnie i Tóixkivka van ser traslladats del municipi de Pervomaisk al raion de Popasna.
Hirskè va ser posat sota el control de la República Popular de Luhansk el 23 de juny de 2022, després que fos alliberat per les forces russes i LPR avançades durant la batalla del Donbàs.

## Demografia
Llengua nativa segons el cens d'Ucraïna de 2001:
- Ucraïna 53,2%
- Rus 41,6%
- Belarús 0,5%
- Moldàvia (Romanès) 0,1%